# Just the Way You Are (Bruno Mars)
Just the Way You Are è un singolo del cantautore statunitense Bruno Mars, pubblicato il 20 luglio 2010 come primo estratto dal primo album in studio Doo-Wops & Hooligans.
Nel Regno Unito è stato pubblicato il 19 settembre 2010.
Il brano ha vinto nella categoria miglior performance pop vocale maschile ai Grammy Awards 2011. Nel 2011 è stato il singolo più venduto nel mondo con 12,5 milioni di copie vendute, e le vendite totali superano i 15 milioni, con ciò risulta essere uno dei singoli più venduti della storia.

## Descrizione
La canzone è stata prodotta e scritta da Smeezingtons, che comprende lo stesso Bruno Mars, e anche Philip Lawrence e Ari Levine. Sul brano il cantante ha dichiarato: «È una dedica a tutte le giovani ragazze e un invito a rimanere sempre se stesse e a non cambiare per una moda, uno stile. In fondo se una è carina lo è comunque per la sua testa e la sua femminilità».
Del brano esiste anche una versione remix, che vede la partecipazione del rapper Lupe Fiasco.

## Video musicale
Il video musicale, diretto da Ethan Lader, e reso disponibile l'8 settembre 2010, vede protagonisti il cantante e l'attrice Nathalie Kelley.
Nel video musicale si vede una ragazza che ascolta il brano su un Walkman finché non arriva Mars che prende il nastro della cassetta, lo rimuove e inizia a spostare il nastro in forma di lettere che formano il suo nome del titolo del brano, successivamente forma con il nastro il viso dell'attrice per poi successivamente forma se stesso mentre canta, infine Mars finisce la canzone cantando e suonando un pianoforte, mentre Kelley guarda e sorride.
Il video è uno di quelli che hanno ottenuto la certificazione Vevo.

## Accoglienza
Nick Levine di Digital Spy ha assegnato quattro stelle su cinque al brano, definendolo una «ballata pianistica con tanto di cuore» collegandolo al singolo Empire State of Mind di Jay-Z e Alicia Keys, con cui condivide «un simile, se non completamente innegabile, immediato contatto classico». Megan Vick ha esternato le sue critiche nelle pagine di Billboard: «Su una vivace melodia da pianoforte e un incalzante ritmo dalle memorie hip-hop, Bruno Mars professa il suo amore per una bella ragazza che è al centro delle sue fantasticherie [...] Mars scrive un testo che mira a trasmettere nelle femmine ascoltatrici quello che vorrebbero sentire».

## Tracce
Download digitale, CD promozionale (Europa)
1. Just The Way You Are – 3:40

Download digitale – Remixes
1. Just The Way You Are (Simon Steur Club Mix) – 5:37
2. Just The Way You Are (Simon Steur Dub) – 5:37
3. Just The Way You Are (Carl Louis & Martin Danielle Club Mix) – 5:19
4. Just The Way You Are (Carl Louis & Martin Danielle Classic Mix) – 5:17
5. Just The Way You Are (Manufactured Superstars and Jquintal Remix) – 7:24
6. Just The Way You Are (Steve Smart & Westfunk Club Mix) – 7:06
7. Just The Way You Are (Skrillex BatBoi Remix) – 3:49

CD singolo (Europa)
1. Just The Way You Are – 3:40
2. Just The Way You Are (Skrillex BatBoi Remix) – 3:49

## Successo commerciale
Il singolo attecchisce sin dalla sua uscita sul mercato internazionale, imponendosi come una hit di alto rilievo in un gran numero di Paesi anglofoni. Le sue prime apparizioni in classifica hanno luogo in America, Canada e Nuova Zelanda, in cui il brano si afferma in non spiacevoli posizioni nella medesima settimana, quella terminata il 7 agosto 2010 (il suo miglior ingresso è quello in Nuova Zelanda, in cui è accolto alla posizione 31, seguito da quello americano, alla posizione numero 43 e, per ultimo, quello canadese, alla posizione 85). Il singolo si muove in maniera differente nelle tre nazioni (lentamente, per esempio, in Canada, dove, dopo ben sette settimane dal suo esordio, riesce infine ad occupare la settima posizione; quasi istantaneamente, invece, in Nuova Zelanda e Stati Uniti d'America dove raggiunge le prime dieci posizioni della classifica), riuscendo ad arrivare alla vetta in tutti e tre le classifiche. Il brano è stato, con 12,5 milioni di vendite, il più venduto del 2011.

## Classifiche

### Classifiche settimanali
| Classifica (2010-24) | Posizione massima |
| -------------------- | ----------------- |
| Australia            | 1                 |
| Austria              | 1                 |
| Belgio (Fiandre)     | 4                 |
| Belgio (Vallonia)    | 17                |
| Bulgaria             | 11                |
| Corea del Sud        | 13                |
| Canada               | 1                 |
| Danimarca            | 6                 |
| Estonia              | 1                 |
| Europa               | 2                 |
| Filippine            | 59                |
| Finlandia            | 17                |
| Francia              | 33                |
| Germania             | 2                 |
| Giappone             | 14                |
| Irlanda              | 1                 |
| Israele              | 59                |
| Italia               | 5                 |
| Lussemburgo          | 6                 |
| Norvegia             | 4                 |
| Nuova Zelanda        | 1                 |
| Paesi Bassi          | 1                 |
| Portogallo           | 194               |
| Regno Unito          | 1                 |
| Repubblica Ceca      | 14                |
| Slovacchia           | 3                 |
| Spagna               | 18                |
| Stati Uniti          | 1                 |
| Svezia               | 2                 |
| Svizzera             | 3                 |
| Taiwan               | 15                |
| Ungheria             | 2                 |
| Venezuela            | 1                 |

### Classifiche di fine anno
| Classifica (2011) | Posizione |
| ----------------- | --------- |
| Stati Uniti       | 15        |

### Classifiche di fine decennio
| Classifica (2010-19) | Posizione |
| -------------------- | --------- |
| Stati Uniti          | 22        |

### Classifiche di tutti i tempi
| Classifica (1958-2021) | Posizione |
| ---------------------- | --------- |
| Stati Uniti            | 91        |

## Cover
Just the Way You Are è stata eseguita da Cory Monteith nell'episodio Furt della serie televisiva Glee. Matt Cardle, vincitore della settima edizione del talent show britannico The X Factor, ha eseguito il brano durante la seconda settimana di permenenza nel programma e successivamente ha registrato una cover, inserita come b-side del singolo di debutto When We Collide.
Il gruppo musicale californiano dei Pierce the Veil ha realizzato una cover punk rock per la compilation Punk Goes Pop 4, mentre la band tedesca Dick Brave & The Backbeats ha rifatto Just the Way You Are in chiave rockabilly.